# Philip Leo O’Reilly
Philip Leo O’Reilly (* 10. April 1944 in Corgreagh, County Cavan, Irland) ist ein irischer Geistlicher und emeritierter römisch-katholischer Bischof von Kilmore.

## Leben
Nach seiner Schulzeit studierte O’Reilly Katholische Theologie und Philosophie. Am 15. Juni 1969 empfing er das Sakrament der Priesterweihe. Anschließend war er unter anderem in Castletara als Seelsorger tätig.
Am 20. November 1996 ernannte ihn Papst Johannes Paul II. zum Koadjutorbischof von Kilmore. Der Bischof von Kilmore, Francis Joseph MacKiernan, spendete ihm am 2. Februar des Folgejahres die Bischofsweihe; Mitkonsekratoren waren der Apostolische Nuntius in Irland, Erzbischof Luciano Storero, und der Erzbischof von Armagh, Seán Baptist Brady.
Mit dem Rücktritt seines Vorgängers Francis Joseph MacKiernan am 16. Oktober 1998 folgte er diesem als Bischof von Kilmore nach. Am 31. Dezember 2018 nahm Papst Franziskus das von Philip Leo O’Reilly vorgebrachte Rücktrittsgesuch an.